# Classificació de Folk
La classificació de Folk és, en geologia, una classificació tècnica descriptiva de les roques carbonatades (o calcàries) ideada l'any 1959 pel petròleg nord-americà Robert L. Folk. Aquesta classificació permet anomenar aquestes roques observant diferents característiques com ara la naturalesa del ciment (els orthochemes) o la naturalesa dels elements figuratius, o els grans (els Al·loquímic).
Hi ha una altra classificació per a aquestes calcàries : la classificació de Dunham.

## Principis de classificació
La classificació de Folk té en compte les característiques dels components de les roques carbonatades:
- la naturalesa dels ciments, anomenats ortoquimes (els constituents ortoquímics) ;
- la naturalesa dels elements figuratius (els grans), anomenats Al·loquímic (els constituents al·loquímics).

### Al·loquímics
Es distingeixen quatre tipus d'al·loquímics :
- intraclasts : fragments de roca (fragments grans angulars o lleugerament arrodonits), d'un sediment proper poc consolidat ;
- ooides : estructures esfèriques amb oolites i/o pisolites ;
- bioclasts : que corresponen a fòssils (sencers o en runes) ;
- pèl·lets (o pel·letoides) : estructures ovoides de 40 a 80 µm considerades d'origen fecal.

### Ortoquímics
Aquests són els cristalls de ciment que s'han precipitat durant la sedimentació, connecten els grans entre ells. Es distingeixen dos tipus d'ortoquímics :
- microcristal·lí molt fi : micrita, o fang de calcita d'1 a 4 µm ;
- enllaç de cristall : esparit, cristalls > 10 µm .

## Classificació i designacions
La classificació de Folk detalla els tipus de roques carbonatades segons les proporcions relatives d'al·loquimes a la roca i el tipus d'ortoquimes. Per a cada roca que es pot distingir per aquests dos criteris, Folk construeix un nom per a aquesta roca utilitzant:
- un prefix que indica el constituent al·loquímic : intra- per a intraclasts, oo- per a ooides, bio- per a bioclasts i pel- per a pel·loides ;
- un sufix corresponent a l'ortocè : -micrita i -esparita .

- una pedra calcària que conté oolites (prefix: oo-) i que té una fase d'enllaç cristal·lina s'anomena oosparita ;
- una pedra calcària que posseeix fòssils per tant bioclasts (prefix bio-) i que té una fase d'enllaç microcristal·lina molt fina s'anomena biomicrita.

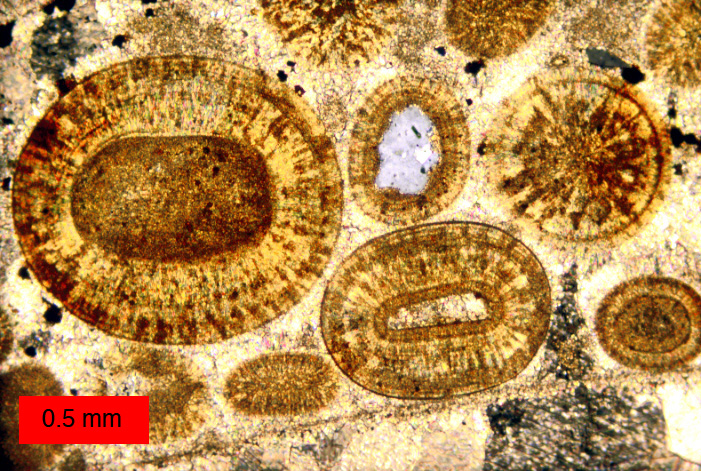
Osparita
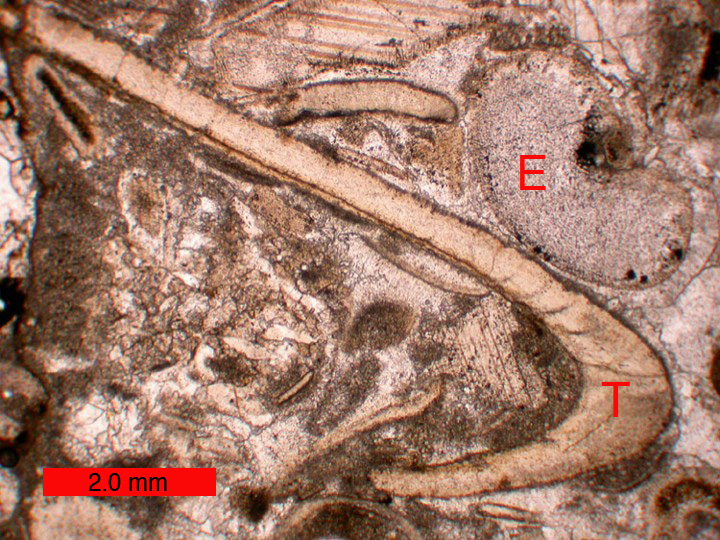
Biosparita; T = trilobit; E = equinoderm
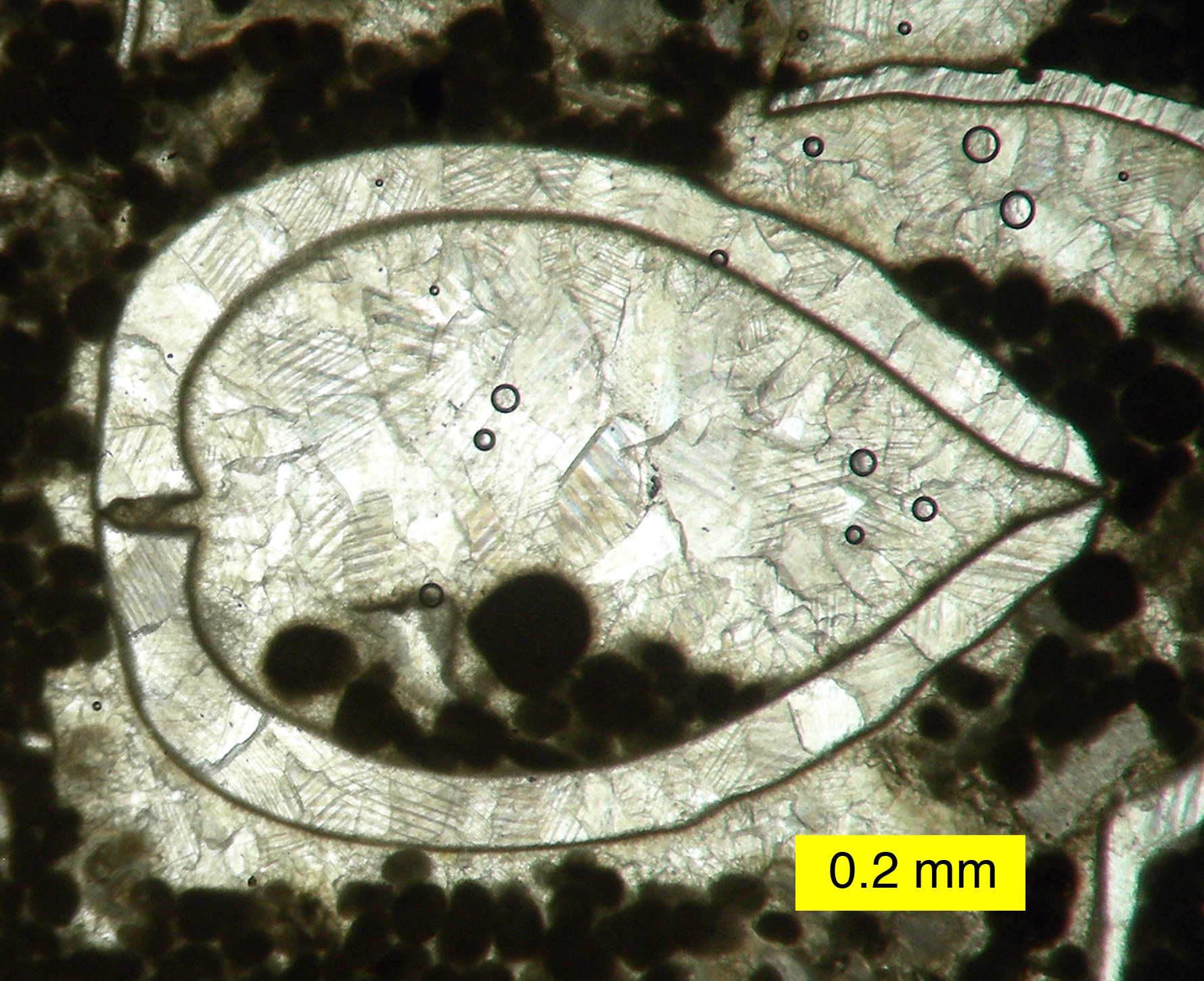
Biopelsparita